# 第112独立領土防衛旅団 (ウクライナ領土防衛隊)
第112独立領土防衛旅団（だい112どくりつりょうどぼうえいりょだん、ウクライナ語: 112-та окрема бригада територіальної оборони）は、ウクライナ領土防衛隊の旅団。北部作戦管区隷下。

## 概要

### ドンバス戦争

キーウ・コサック連隊旗

2017年12月7日、ドンバス戦争の影響に伴い、ウクライナ領土防衛隊の動員が開始され、キーウで創設された。

### ロシアのウクライナ侵攻

#### 北部・キーウ戦線
2022年2月24日、ロシアのウクライナ侵攻で北部キーウ州に配備され、ホストメリ、イルピン、ブチャ、ブロヴァルィー、チョルノービリを防御し、4月にロシア軍はキーウ方面から撤退した。
2022年4月、第241独立領土防衛大隊が第241独立領土防衛旅団に改編された。

#### 東部・セベロドネツク戦線
2022年5月、激戦地の東部ルハーンシク州セヴェロドネツィク地区に再配置され、友軍の救援でポパスナ方面に展開した。第131独立領土防衛大隊の団員がロシア軍戦車に飛び乗って手榴弾で撃破する様子がSNSで広く拡散された。

#### 東部・バフムート戦線

第112旅団旗

2022年6月、激戦地の東部ドネツィク州バフムート地区に再配置され、バフムート北のソレダル方面に展開した。

#### 北東部・ハルキウ戦線
2022年9月、北東部ハルキウ州チュフイウ地区に再配置され、ヴォウチャンシク方面で攻勢を開始し、ハルキウ州の大部分を解放した。

#### 東部・バフムート戦線
2022年12月、激戦地の東部ドネツィク州バフムート地区に再配置され、バフムート市内を防御したが、2023年5月に陥落した。
2023年7月28日、ウォロディミル・ゼレンスキー大統領より、勇気と勇敢さに対する栄誉賞を授与された。

#### 南部・ドニエプル川戦線
2023年10月、第11特務大隊が南部ヘルソン州ヘルソン地区に再配置され、ドニエプル川西岸に展開した。

#### 東部・スヴァトヴェ-クレミンナ戦線
2024年6月、東部ルハーンシク州スヴァトヴェ地区に再配置され、クプヤンシク方面に展開した。

## ギャラリー

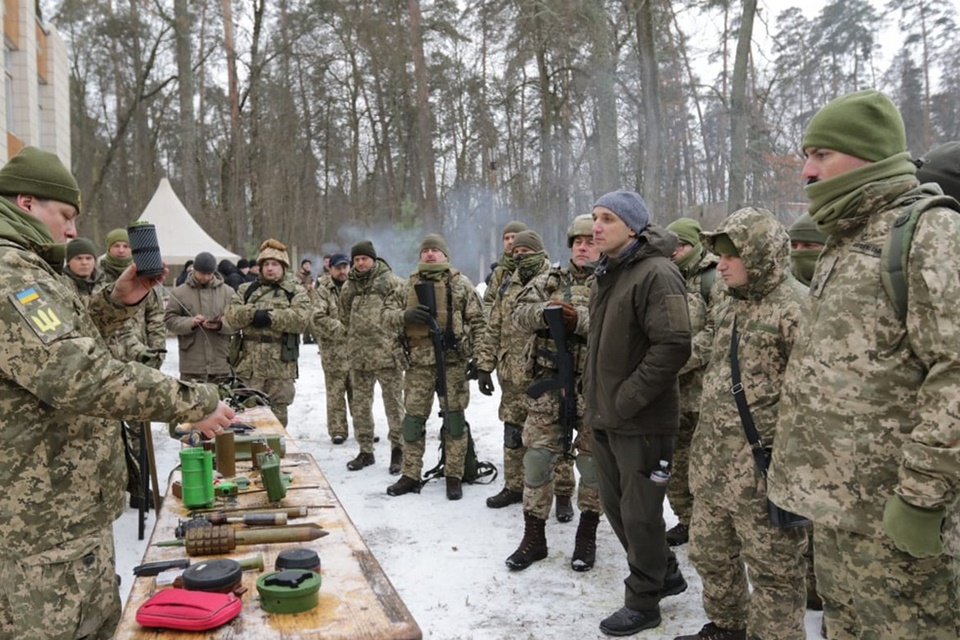

## 編制
- 旅団司令部（キーウ）
- 第126独立領土防衛大隊
- 第127独立領土防衛大隊
- 第128独立領土防衛大隊
- 第129独立領土防衛大隊
- 第131独立領土防衛大隊
- 第244独立領土防衛大隊
- 第11特務大隊

- 火力支援中隊
- 迫撃砲中隊
- 対破壊工作中隊
- 戦闘・後方支援隊
- 衛生隊